# Vázsonyi Jenő
Vázsonyi Jenő, született Weiszfeld Jakab (Csabrendek, 1864. július 24. – Budapest, 1940. augusztus 15.) közgazdász, gépészmérnök, a MÁV elnöke. Vázsonyi Vilmos politikus bátyja, Vázsonyi Endre író apja, Bársony Dóra opera-énekesnő, Bársony Lajos operaénekes és Vázsonyi János nagybátyja.

## Élete
Weiszfeld Adolf (1833–1917) tanító és Engel Katalin (1834–1919) gyermekeként született. Nagyapja Weiszfeld Dávid csabrendeki rabbi volt. Szüleivel és öt testvérével Sümegen éltek, de már fiatalabb korában a fővárosba költöztek. Középiskolai tanulmányait Budapesten végezte. A gépészmérnöki oklevél megszerzése után a MÁV-nál dolgozott. 1906-tól vasúti és hajózási főfelügyelő volt, majd 1914-től a MÁV igazgatója. Az első világháború alatt szén-kormánybiztos, 1918-tól államtitkári címmel az államvasutak elnökigazgatója lett. Vezetése idején kezdődött meg hazánkban a vasútvonalak villamosítása. Szerepe volt Budapest utcai világításának korszerűsítésében és a hazai tőzegtermelés megindításában. Hosszú időn át igazgatósági tagként részt vett a Budapest Székesfővárosi Közlekedési Rt. (BESZKÁRT) irányításában is. Fiatal korától kezdve szerkesztője volt a Mozdonyvezetők Lapjának, a Gépkezelők Lapjának és a Munkásvédelem című szaklapoknak. „Verus” álnéven verseket is írt, amelyek Száz epigramma címmel jelentek meg.
1940. augusztus 18-án helyezték végső nyugalomra a Salgótarjáni utcai zsidó temetőben. Búcsúztatóján képviseltette magát a hazai elit számos tagja, többek között Stern Samu, a Pesti Izraelita Hitközség elnöke, Bródy Ernő országgyűlési képviselő, Szerb Zsigmond kórházi főorvos, Faludi Sándor színházigazgató és Az Újság szerkesztősége.

## Családja
Felesége Faludi Hermina (1876–1931) volt, Faludi Gábor (1846–1932) színigazgató és Lőwy Jozefin lánya, akivel 1895. március 3-án Budapesten kötött házasságot. Sógorai Faludi Miklós, Jenő és Sándor színházigazgatók.
Gyermekei
- Vázsonyi Jozefa Ibolya (1896–1960).[8] Férje dr. Márton (Mandl) Imre ügyvéd volt.
- Vázsonyi Endre (1906–1986) író, újságíró, műfordító. Első felesége Schrank Magdolna, akitől huszonöt év után 1958-ban elvált. Második felesége Dégh Linda néprajzkutató volt.
- dr. Vázsonyi Sándor (1912–1943)[9][10] orvos. Felesége dr. Zilahi Ágota volt.[11]

## Művei
- Védelmet a balesetek ellen (Budapest, 1900)
- Balesetbiztosítás (Budapest, 1902)
- A mérnök munkavédelmi hivatása (Budapest, 1904)
- A balesetveszedelemről (Budapest, 1904)